# Nyctemera samoënsis
Nyctemera samoënsis är en fjärilsart som beskrevs av Willie Horace Thomas Tams 1935. Nyctemera samoënsis ingår i släktet Nyctemera och familjen björnspinnare. Inga underarter finns listade i Catalogue of Life.